# Kenneth Clark
Ej att förväxla med Kenneth Clarke.
Kenneth McKenzie Clark, Baron Clark, född 13 juli 1903 i London, död 21 maj 1983 i Hythe i Kent, var en brittisk författare, museichef, tv-personlighet och den mest kända konsthistorikern i sin generation.

## Biografi
Kenneth Clark föddes i London som enda barnet i en förmögen skotsk familj; hans far pensionerade sig redan vid 41 års ålder 1909. Clark utbildade sig på Winchester College och Trinity College i Oxford, där han studerade konsthistoria. 1927 gifte sig Clark med Elizabeth Jane Martin, också hon Oxfordstudent. Paret fick tre barn, däribland den konservative parlamentsledamoten Alan Clark (1928–1999).
Redan som 30-åring blev Clark 1933 chef för National Gallery i London. 1946 avgick Clark från sitt uppdrag för att istället ägna sig åt att skriva; mellan 1946 och 1950 var han professor vid Oxfords universitet. Clark tilldelades ett flertal ordnar: Bathorden (1938), Order of the Companions of Honour (1958) och Order of Merit (1976). Mellan 1955 och 1960 var Clark ordförande för Arts Council of Great Britain.
Clark var en framstående föreläsare, både akademiskt och populärvetenskapligt, och kunde göra komplicerade ämnen begripliga för en mycket bred publik. Från 1954 till 1957 var han som ordförande med och grundande den första brittiska kommersiella tv-kanalen ITV, för att därefter gå över till konkurrenten BBC. 1969 producerade Clark den mycket populära tv-serien Civilisation, där han själv var manusförfattare och programledare. Serien visades återigen 2005 på BBC Four, samt på svenska Axess TV 2007 och 2008, samt igen 2013. Serien finns också att köpa på DVD.